# 김호령
김호령(金昊寧, 1992년 4월 30일~)은 KBO 리그 KIA 타이거즈의 외야수이다.

## 아마추어 시절
초등학교 3학년 때 축구 선수가 되기 위해 전학을 가려고 했다가 야구부 코치의 권유로 야구를 시작했다.
중학교 때까지 내야수와 외야수를 모두 담당하다가 군산상업고등학교 때부터 외야수로 완전히 전환했다. 군산상업고등학교 3학년 때인 2010년에 청소년 국가대표팀 외야수로 선발돼 세계 청소년 야구 선수권 대회에 참가했다. 대회에서 타율 0.296(27타수 8안타), 출루율 0.345을 기록했다.
2011년에 동국대학교에 진학해 고영표, 양석환, 강민국과 함께 대학 리그 최강 자리에 올랐고, 이건열 감독의 추천으로 KIA 타이거즈의 2차 10라운드 지명을 받았다.

## KIA 타이거즈시절
2015년에 입단하였다.

### 2015년
4월 22일 롯데전에 출전하며 데뷔 첫 경기를 치렀고, 경기에서 2타수 1안타를 기록했다. 4월 23일 롯데전에서 데뷔 첫 선발 출전해 5타수 2안타, 1득점, 6월 4일 두산전에서는 데뷔 첫 홈런 포함 4타수 2안타를 기록했다. 뛰어난 중견수 수비로 팬들의 주목을 받았다. 시즌 103경기에 출장해 2할대 타율, 21타점, 1홈런, 11도루를 기록했다.
공격력은 미흡했지만 수비와 주루에서의 탁월한 활약으로 122% 인상된 금액인 6,000만원에 연봉 계약을 체결했다.

### 2016년
124경기에 출전해 데뷔 첫 규정 타석을 채웠다. 중견수로 1009.2이닝을 소화해 주전으로 발돋움했다. 타격은 전년도보다 향상됐으나 2할대 타율, 8홈런, 41타점에 그쳤다. 또한 OPS(출루율+장타율)는 수비가 중요시되는 중견수임에도 불구하고 리그 평균치(0.801)에 못 미치는 0.706에 이르렀다.
2017년 시즌 연봉은 58.3% 오른 9,500만원에 계약했다.

### 2017년
버나디나가 영입되며 중견수로서의 입지가 좁아졌다. 백업으로 활동하며 98경기(선발 19경기)에서 2할대 타율을 기록했다.

## 경찰 야구단시절
2017년 12월에 입단하였다.

## KIA 타이거즈복귀
2019년에 복귀하였다.

## 출신 학교
- 경기 관산초등학교
- 경기 중앙중학교
- 군산상업고등학교
- 동국대학교

## 통산 기록
| 연도 | 팀명  | 타율  | 경기 | 타수 | 득점 | 안타 | 2루타 | 3루타 | 홈런 | 루타 | 타점 | 도루 | 도루 실패 | 볼넷 | 사사구 | 삼진 | 병살타 | 실책 |
| ---- | ----- | ----- | ---- | ---- | ---- | ---- | ----- | ----- | ---- | ---- | ---- | ---- | --------- | ---- | ------ | ---- | ------ | ---- |
| 2015 | KIA   | 0.226 | 103  | 257  | 31   | 56   | 10    | 2     | 1    | 73   | 21   | 11   | 2         | 15   | 5      | 83   | 2      | 2    |
| 2016 | KIA   | 0.262 | 124  | 453  | 72   | 127  | 18    | 3     | 8    | 169  | 41   | 19   | 10        | 36   | 10     | 104  | 7      | 3    |
| 2017 | KIA   | 0.267 | 98   | 90   | 31   | 24   | 6     | 1     | 1    | 35   | 11   | 3    | 2         | 23   | 2      | 23   | 0      | 0    |
| 2020 | KIA   | 0.232 | 88   | 138  | 36   | 32   | 5     | 2     | 4    | 53   | 16   | 3    | 3         | 14   | 3      | 55   | 2      | 2    |
| 2021 | KIA   | 0.208 | 62   | 130  | 16   | 27   | 2     | 0     | 4    | 41   | 15   | 4    | 1         | 16   | 6      | 44   | 2      | 0    |
| 2022 | KIA   | 0.273 | 54   | 77   | 21   | 21   | 1     | 1     | 1    | 27   | 8    | 2    | 1         | 7    | 0      | 22   | 4      | 3    |
| 2023 | KIA   | 0.179 | 76   | 95   | 16   | 17   | 7     | 0     | 0    | 24   | 6    | 1    | 0         | 8    | 1      | 38   | 1      | 1    |
| 2024 | KIA   | 0.136 | 64   | 59   | 12   | 8    | 2     | 0     | 1    | 13   | 4    | 3    | 2         | 8    | 0      | 25   | 1      | 2    |
| 통산 | 8시즌 | 0.236 | 670  | 1299 | 235  | 306  | 51    | 9     | 20   | 435  | 122  | 46   | 21        | 113  | 27     | 394  | 19     | 13   |